# B' Katīgoria 1985-1986
L'edizione 1985-1986 della B' Katīgoria vide la vittoria finale dell'Ethnikos Achnas.

## Squadre partecipanti
| Club                | Città      | Stadio |
| ------------------- | ---------- | ------ |
| Akritas Chlōrakas   | Chlorakas  | ...    |
| Anagennīsī Deryneia | Dherynia   | ...    |
| Apollon Limpia      | Limpia     | ...    |
| EN ThOΪ Lakatamia   | Lakatamia  | ...    |
| Ethnikos Achnas     | Achna      | ...    |
| Evagoras Paphou     | Pafo       | ...    |
| Keravnos Strovolos  | Strovolos  | ...    |
| Omonia Aradippou    | Aradhippou | ...    |
| Orfeas Athienou     | Athīenou   | ...    |
| Othellos Athīainou  | Athīenou   | ...    |
| PAEEK Kerynias      | Kyrenia    | ...    |
| ...                 | ...        | ...    |

## Classifica finale
|  |    | Classifica finale  | G | V | N | P | GF | GS | DR | Punti |
|  | -- | ------------------ | - | - | - | - | -- | -- | -- | ----- |
|  | 1  | Ethnikos Achnas    | ? | - | - | - | -  | -  | -  | ?     |
|  | 2  | Omonia Aradippou   | ? | - | - | - | -  | -  | -  | ?     |
|  | 3  | Evagoras Paphou    | ? | - | - | - | -  | -  | -  | ?     |
|  | 4  | Keravnos Strovolos | ? | - | - | - | -  | -  | -  | ?     |
|  | 5  | Othellos Athīainou | ? | - | - | - | -  | -  | -  | ?     |
|  | 6  | ?                  | ? | - | - | - | -  | -  | -  | ?     |
|  | 7  | ?                  | ? | - | - | - | -  | -  | -  | ?     |
|  | 8  | ?                  | ? | - | - | - | -  | -  | -  | ?     |
|  | 9  | ?                  | ? | - | - | - | -  | -  | -  | ?     |
|  | 10 | ?                  | ? | - | - | - | -  | -  | -  | ?     |
|  | 11 | ?                  | ? | - | - | - | -  | -  | -  | ?     |
|  | 12 | ?                  | ? | - | - | - | -  | -  | -  | ?     |
|  | 13 | ?                  | ? | - | - | - | -  | -  | -  | ?     |
|  | 14 | ?                  | ? | - | - | - | -  | -  | -  | ?     |

G = Partite giocate; V = Vittorie; N = Nulle/Pareggi; P = Perse; GF = Goal fatti; GS = Goal subiti; DR = Differenza reti.

### Verdetti
- Ethnikos Achnas e Omonia Aradippou promosse in Divisione A.